# Theodor Döhler

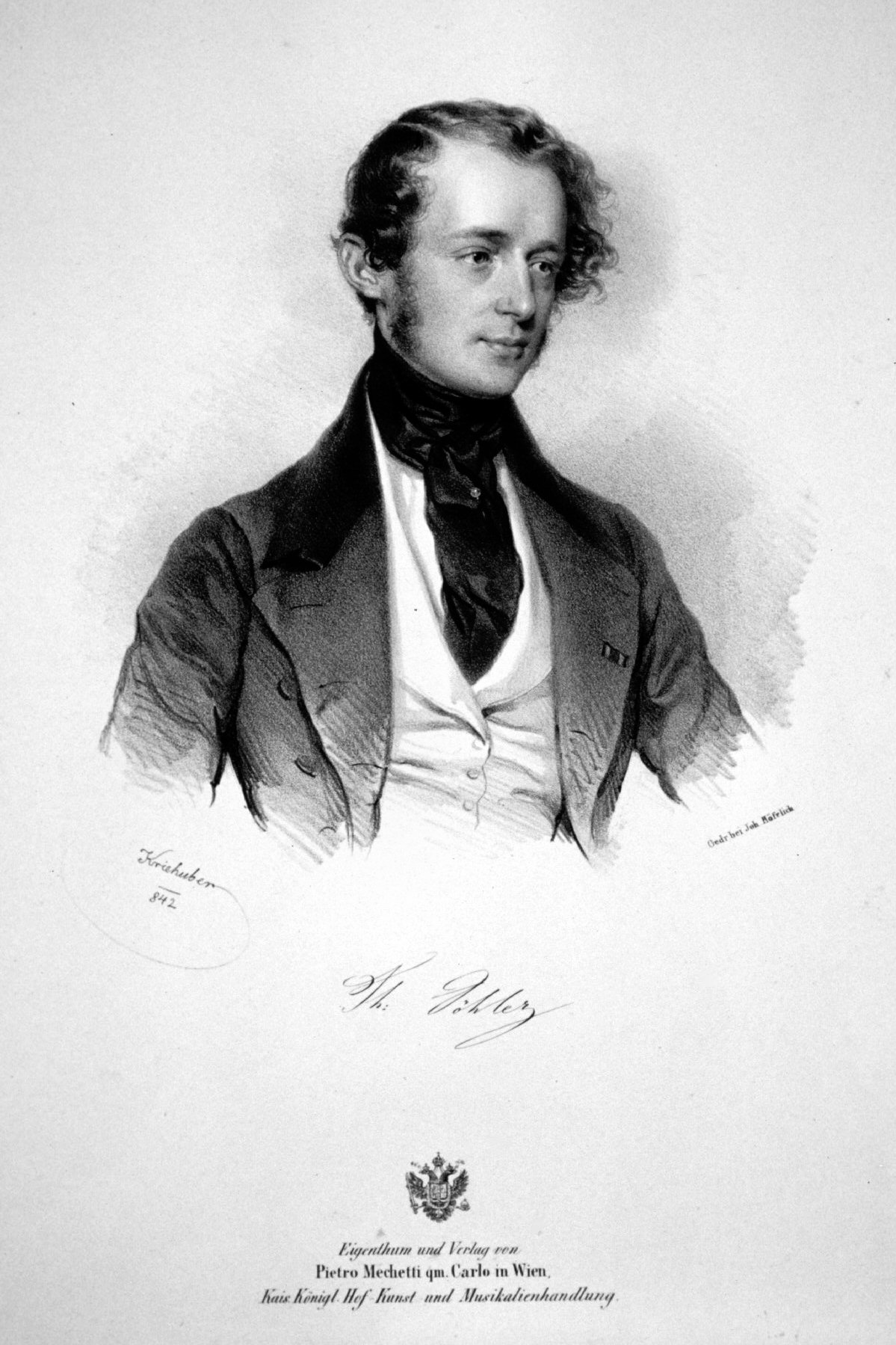
Theodor Döhler in 1842

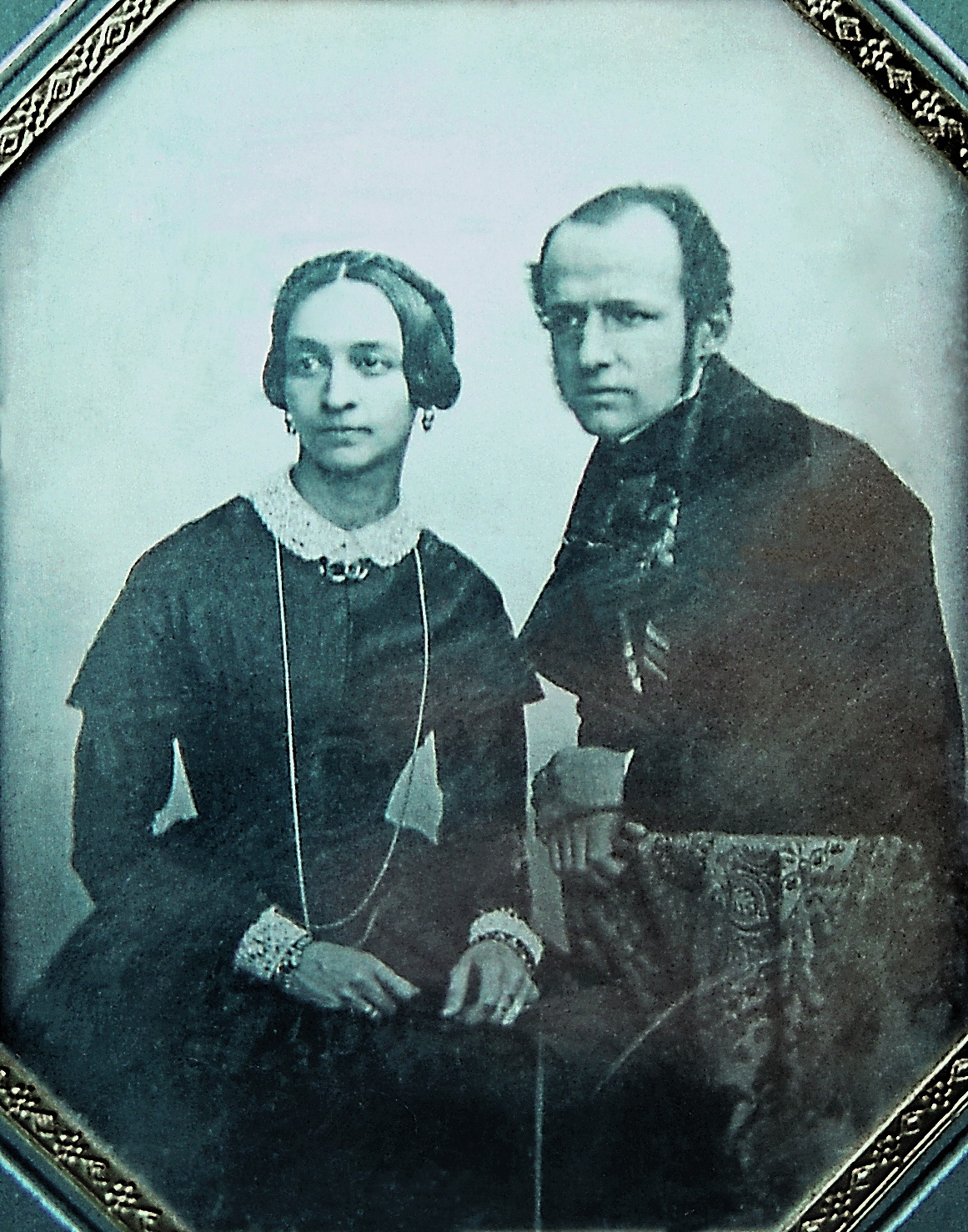
Döhler met zijn vrouw Elisaveta in 1850

Theodor Döhler (Napels, 20 april 1814 – Florence, 21 februari 1856) was een Italiaanse pianist en componist.
Döhler studeerde als wonderkind in Napels bij Julius Benedict en Simon Sechter. Hij was in zijn tijd een beroemd pianovirtuoos en trad veelvuldig op in Napels, Parijs en Londen. Ook maakte hij veel concertreizen, onder andere naar Nederland, Denemarken, Polen en Rusland.
Döhler verhuisde in 1827 naar Lucca toen zijn vader daar aan het hof van de hertog werd benoemd en studeerde vervolgens in Wenen van 1829 tot 1834 onder andere bij Carl Czerny. In 1846 werd hij in de adelstand verheven door de hertog van Lucca. Hierdoor was het voor hem mogelijk geworden om in 1846 te trouwen met gravin Elise Sheremeteff, een Russische prinses. Het echtpaar verbleef twee jaar in Moskou voordat het terugkeerde naar Italië in 1848 en zich definitief in Florence vestigde. De laatste negen jaar van Döhlers leven werden ontsierd door ziekte: hij zou zijn overleden aan 'een ziekte van het ruggenmerg'. Door die ziekte was optreden voor publiek voor Döhler onmogelijk geworden.
Döhler componeerde een opera Tancreda in 1830 en ongeveer veertig werken voor piano waaronder 12 concertetudes, nocturnes, een ballade, een romance en een tarantella.
De Duitse dichter Heinrich Heine schrijft in een column in 1841 over de pianist Döhler: "Sommigen zeggen dat Döhler tot de laatste van de tweederangs pianisten behoort, anderen dat hij de eerste is van de derderangs pianisten. Hij speelt trouwens mooi, mooi en netjes. Zijn optreden is uiterst charmant en onthult een verbazingwekkende vingervlugheid, maar noch kracht noch geest. Sierlijke zwakte, elegante impotentie, interessante bleekheid." In de eerste editie van de Grove Encyclopedie schrijft Edward Dannreuther over de componist Döhler: “ Zijn fantasieën, variaties en transcripties zijn afwisselend bekleed met goedkoop borduurwerk en sentimentele zoetsappigheid terwijl zijn etudes verwerpelijk zijn vanuit artistiek oogpunt en zelfs die eigenaardigheid of excentriciteit missen die uiteindelijk een hoekje in een verzameling zou kunnen claimen van muzikale niemendalletjes ... Zijn werken, als ze werken genoemd mogen worden, reiken tot opus 75.”
Döhler heeft een pianoconcert geschreven in 1836. Voor het grote publiek een onderhoudend werk en voor de solist een stukje acrobatiek. Robert Schumann vond het een oppervlakkig stuk (“...al in het midden van een pagina begon ik een hoopvolle blik te werpen op de volgende pagina, want de componist viel me steeds meer tegen; en ten slotte moest ik bekennen dat hij geen idee heeft van de werkelijke waarde van kunst'). Het concert heeft een indrukwekkende opdracht: 'Sa Majesté La Reine de Naples, Marie Isabelle de Bourbon, Infante d'Espagne, Mére du Roi Ferdinand II du Royaume des Deux Siciles'.
Sinds het begin van de 20e eeuw wordt van Theodor Döhler zo goed als niets meer uitgevoerd of gespeeld.